# Jimmy Connors
James Scott (Jimmy) Connors (East St. Louis, 2 september 1952) is een voormalig tennisser uit de Verenigde Staten van Amerika.
Connors werd geboren in East St. Louis in de staat Illinois en groeide op in Belleville, Illinois. Als tiener stond hij al hoog in de plaatsing door een agressieve manier van spelen waarbij hij nooit makkelijk een punt weggaf aan een tegenstander. Door zijn houding had hij ook vaak woorden met scheidsrechters en andere spelers.

## Loopbaan
Connors stond 160 opeenvolgende weken, van 29 juli 1974 tot 22 augustus 1977, op de eerste plaats van de wereldranglijst. Dit record werd pas in 2007 verbeterd door Roger Federer. In totaal stond hij 268 weken op de eerste plaats waarmee hij vierde staat achter Pete Sampras (286), Roger Federer (302) en Ivan Lendl (270).
In totaal heeft Connors 1243 wedstrijden gewonnen. Daarmee is hij aanvoerder van de lijst met meeste overwinningen. Ook was de Amerikaan de eerste speler die 100 ATP-titels of meer won. Met 109 titels is hij eveneens recordhouder.
Connors won acht grandslamtitels waaronder vijf keer het US Open, twee keer Wimbledon (1974 en 1982) en in 1974 het Australian Open. Hij was de eerste beroemde tennisser die met een metalen racket speelde (de Wilson T-2000), en samen met Björn Borg introduceerde hij de tweehandige backhand.
In 1998 werd hij opgenomen in de internationale Tennis Hall of Fame.
Van 2006 tot 2008 was Connors coach van de Amerikaanse toptennisser Andy Roddick.
Er is een documentaire film over hem gemaakt; This is what they want. Zijn autobiografie heet Jimmy Connors The Outsider.

## Privé
Connors is getrouwd met voormalig playmate-model Patti McGuire en ze hebben twee kinderen.
In 1974 is hij korte tijd verloofd geweest met Chris Evert. Tot een huwelijk is het echter niet gekomen.

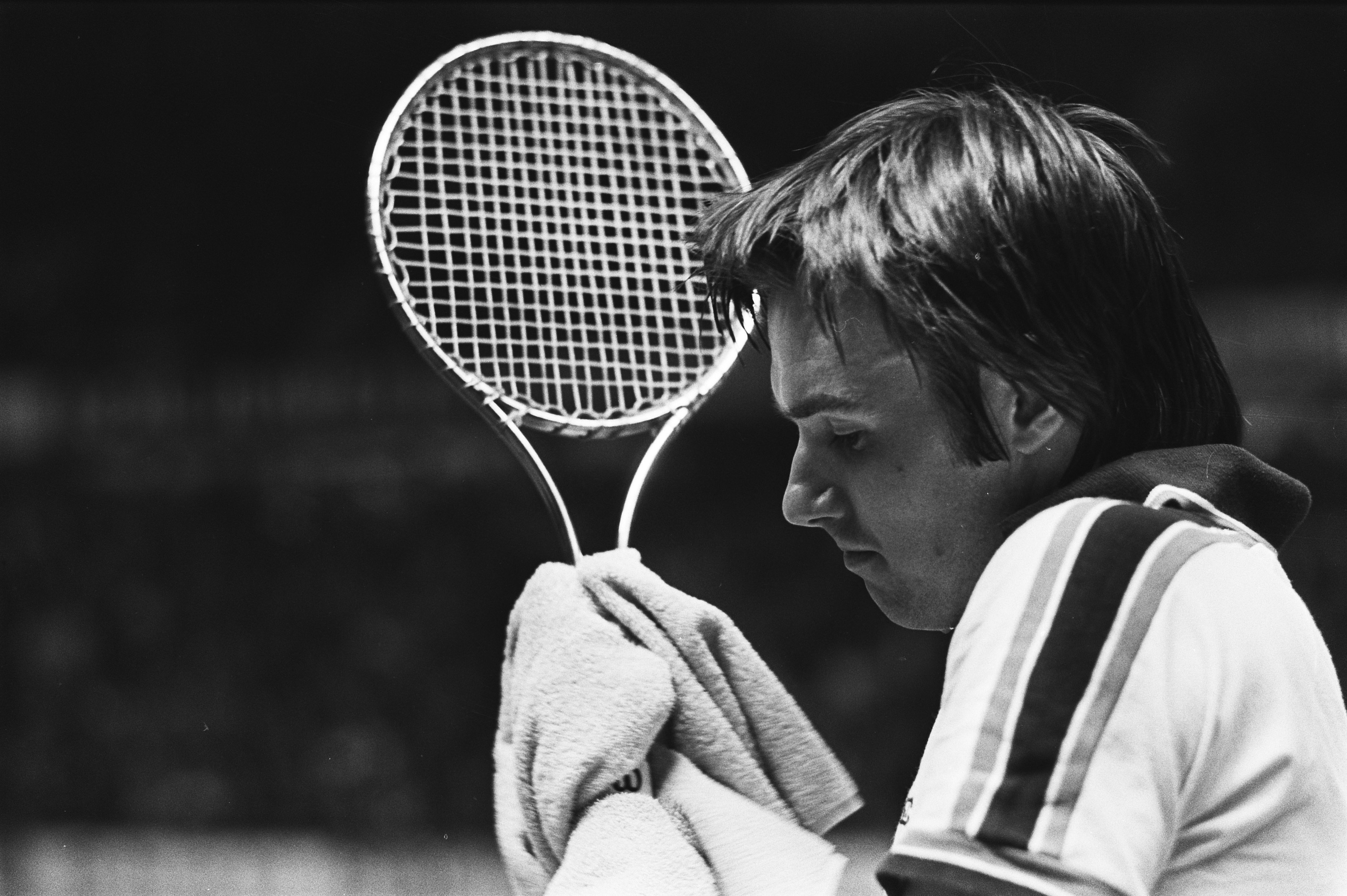
Connors in 1978

## Palmares
| Legenda                       |
| ----------------------------- |
| Grand Slam                    |
| Olympische Spelen             |
| Tennis Masters Cup            |
| ATP Masters Series            |
| ATP International Series Gold |
| ATP International Series      |

### Enkelspel
| Nr.              | Datum             | Toernooi               | Ondergrond    | Tegenstander in finale | Score                   |         |
| ---------------- | ----------------- | ---------------------- | ------------- | ---------------------- | ----------------------- | ------- |
| gewonnen finales |                   |                        |               |                        |                         |         |
| 1.               | 16 januari 1972   | ATP Jacksonville       | Hardcourt (i) | Clark Graebner         | 7-5, 6-4                | details |
| 2.               | 23 januari 1972   | ATP Roanoke (1)        | Tapijt (i)    | Vladimír Zedník        | 6-4, 7-6                | details |
| 3.               | 24 juni 1972      | ATP Londen (1)         | Gras          | John Paisch            | 6-2, 6-3                | details |
| 4.               | 23 juli 1972      | ATP Columbus (1)       | Hardcourt     | Andrew Pattison        | 7-5, 6-3, 7-5           | details |
| 5.               | 6 augustus 1972   | ATP Cincinnati         | Gravel        | Guillermo Cañas        | 6-3, 6-3                | details |
| 6.               | 1 oktober 1972    | ATP Albany             | Tapijt        | Roscoe Tanner          | 6-2, 7-6                | details |
| 7.               | 7 januari 1973    | ATP Baltimore          | Tapijt (i)    | Sandy Mayer            | 6-4, 7-5                | details |
| 8.               | 21 januari 1973   | ATP Roanoke (2)        | Tapijt (i)    | Ian Fletcher           | 6-2, 6-3                | details |
| 9.               | 11 februari 1973  | ATP Salt Lake City (1) | Hardcourt (i) | Paul Gerken            | 6-1, 6-2                | details |
| 10.              | 24 februari 1973  | ATP Salisbury (1)      | Tapijt (i)    | Karl Meiler            | 3-6, 7-6, 7-6, 6-3      | details |
| 11.              | 3 maart 1973      | ATP Hampton (1)        | Tapijt (i)    | Ilie Năstase           | 4-6, 6-3, 7-5, 6-3      | details |
| 12.              | 10 maart 1973     | ATP Paramus            | Hardcourt (i) | Clark Graebner         | 6-1, 6-2                | details |
| 13.              | 23 juli 1973      | ATP Boston             | Hardcourt     | Arthur Ashe            | 6-3, 4-6, 6-4, 3-6, 6-2 | details |
| 14.              | 5 augustus 1973   | ATP Columbus (2)       | Hardcourt     | Charlie Pasarell       | 3-6, 6-3, 6-3           | details |
| 15.              | 23 september 1973 | ATP Los Angeles (1)    | Hardcourt     | Tom Okker              | 7-5, 7-6                | details |
| 16.              | 7 oktober 1973    | ATP Quebec             | Tapijt (i)    | Marty Riessen          | 6-1, 6-4, 6-7, 6-0      | details |
| 17.              | 25 november 1973  | ATP Johannesburg (1)   | Hardcourt     | Arthur Ashe            | 6-4, 6-7, 6-3           | details |
| 18.              | 1 januari 1974    | Australian Open        | Gras          | Phil Dent              | 7-6, 6-4, 4-6, 6-3      | details |
| 19.              | 21 januari 1974   | ATP Roanoke (3)        | Tapijt (i)    | Karl Meiler            | 6-4, 6-3                | details |
| 20.              | 10 februari 1974  | ATP Little Rock        | Hardcourt (i) | Karl Meiler            | 6-2, 6-1                | details |
| 21.              | 17 februari 1974  | ATP Birmingham (1)     | Tapijt (i)    | Sandy Mayer            | 7-5, 6-3                | details |
| 22.              | 24 februari 1974  | ATP Salisbury (2)      | Tapijt (i)    | Frew McMillan          | 6-4, 7-5, 6-3           | details |
| 23.              | 10 maart 1974     | ATP Hampton (2)        | Tapijt (i)    | Ilie Năstase           | 6-4, 6-4                | details |
| 24.              | 24 maart 1974     | ATP Salt Lake City (2) | Hardcourt (i) | Vitas Gerulaitis       | 4-6, 7-6, 6-3           | details |
| 25.              | 31 maart 1974     | ATP Tempe              | Hardcourt     | Vijay Amritraj         | 6-2, 6-3                | details |
| 26.              | 8 juni 1974       | ATP Manchester         | Gras          | Mike Collins           | 13-11, 6-2              | details |
| 27.              | 7 juli 1974       | Wimbledon (1)          | Gras          | Ken Rosewall           | 6-1, 6-1, 6-4           | details |
| 28.              | 11 augustus 1974  | ATP Indianapolis (1)   | Gravel        | Björn Borg             | 5-7, 6-3, 6-4           | details |
| 29.              | 9 september 1974  | US Open (1)            | Gras          | Ken Rosewall           | 6-1, 6-0, 6-1           | details |
| 30.              | 22 september 1974 | ATP Los Angeles (2)    | Hardcourt     | Harold Solomon         | 6-3, 6-1                | details |
| 31.              | 16 november 1974  | ATP Londen Indoor      | Tapijt (i)    | Brian Gottfried        | 6-2, 7-6                | details |
| 32.              | 26 november 1974  | ATP Johannesburg (2)   | Hardcourt     | Arthur Ashe            | 7-6, 6-3, 6-1           | details |
| 33,              | 18 januari 1975   | ATP Bahamas            | Hardcourt     | Karl Meiler            | 6-0, 6-2                | details |
| 34.              | 26 januari 1975   | ATP Birmingham (2)     | Tapijt (i)    | Billy Martin           | 6-4, 6-3                | details |
| 35.              | 16 februari 1975  | ATP Salisbury (3)      | Tapijt (i)    | Vitas Gerulaitis       | 5-7, 7-5, 6-1, 3-6, 6-0 | details |
| 36.              | 23 februari 1975  | ATP Boca Raton (1)     | Gravel        | Jürgen Fassbender      | 6-4, 6-2                | details |
| 37.              | 16 maart 1975     | ATP Hampton (3)        | Tapijt (i)    | Jan Kodeš              | 3-6, 6-3, 6-0           | details |
| 38.              | 20 april 1975     | ATP Denver (1)         | Tapijt (i)    | Brian Gottfried        | 6-3, 6-4                | details |
| 39.              | 10 augustus 1975  | ATP North Conway (1)   | Gravel        | Ken Rosewall           | 6-2, 6-2                | details |
| 40.              | 21 september 1975 | ATP Bermuda            | Hardcourt     | Vitas Gerulaitis       | 6-1, 6-4                | details |
| 41.              | 5 oktober 1975    | ATP Maui (1)           | Hardcourt     | Sandy Mayer            | 6-1, 6-0                | details |
| 42.              | 25 januari 1976   | ATP Birmingham (3)     | Tapijt (i)    | Roscoe Tanner          | 6-4, 3-6, 6-1           | details |
| 43.              | 1 februari 1976   | ATP Philadelphia (1)   | Tapijt (i)    | Björn Borg             | 7-65, 6-4, 6-0          | details |
| 44.              | 14 maart 1976     | ATP Hampton (4)        | Tapijt (i)    | Ilie Năstase           | 6-2, 6-2, 6-2           | details |
| 45.              | 28 maart 1976     | ATP Palm Springs       | Hardcourt     | Roscoe Tanner          | 6-4, 6-4                | details |
| 46.              | 25 april 1976     | ATP Denver (2)         | Tapijt (i)    | Ross Case              | 7-61, 6-2               | details |
| 47.              | 16 mei 1976       | ATP Las Vegas (1)      | Hardcourt     | Ken Rosewall           | 6-1, 6-3                | details |
| 48.              | 26 juli 1976      | ATP Washington (1)     | Gravel        | Raúl Ramírez           | 6-2, 6-4                | details |
| 49.              | 8 augustus 1976   | ATP North Conway (2)   | Gravel        | Raúl Ramírez           | 7-6, 4-6, 6-3           | details |
| 50.              | 15 augustus 1976  | ATP Indianapolis (2)   | Gravel        | Wojtek Fibak           | 6-2, 6-4                | details |
| 51.              | 12 september 1976 | US Open (2)            | Gravel        | Björn Borg             | 6-4, 3-6, 7-6, 6-4      | details |
| 52.              | 6 november 1976   | ATP Keulen             | Hardcourt (i) | Frew McMillan          | 6-2, 6-3                | details |
| 53.              | 21 november 1976  | ATP Wembley (1)        | Tapijt (i)    | Roscoe Tanner          | 3-6, 7-6, 6-4           | details |
| 54.              | 16 januari 1977   | ATP Birmingham (4)     | Tapijt (i)    | Bill Scanlon           | 6-3, 6-3                | details |
| 55.              | 20 maart 1977     | ATP St. Louis          | Tapijt (i)    | John Alexander         | 7-65, 6-2               | details |
| 56.              | 1 mei 1977        | ATP Las Vegas (2)      | Hardcourt     | Raúl Ramírez           | 6-4, 5-7, 6-2           | details |
| 57.              | 15 mei 1977       | WCT Finals (1)         | Tapijt (i)    | Dick Stockton          | 6-7, 6-1, 6-4, 6-3      | details |
| 58.              | 9 oktober 1977    | ATP Maui (2)           | Hardcourt     | Brian Gottfried        | 6-2, 6-0                | details |
| 59.              | 23 oktober 1977   | ATP Sydney (1)         | Hardcourt (i) | Ken Rosewall           | 7-5, 6-4, 6-2           | details |
| 60.              | 20 november 1977  | WCT Challenge Cup      | Tapijt (i)    | Roscoe Tanner          | 6-2, 5-6, 3-6, 6-2, 6-5 | details |
| 61.              | 8 januari 1978    | Masters                | Tapijt (i)    | Björn Borg             | 6-4, 1-6, 6-4           | details |
| 62.              | 29 januari 1978   | ATP Philadelphia (2)   | Tapijt (i)    | Roscoe Tanner          | 6-2, 6-4, 6-3           | details |
| 63.              | 26 februari 1978  | ATP Denver (3)         | Tapijt (i)    | Stan Smith             | 6-2, 7-6                | details |
| 64.              | 5 maart 1978      | ATP Memphis (1)        | Tapijt (i)    | Tim Gullikson          | 7-6, 6-3                | details |
| 65.              | 9 april 1978      | ATP Rotterdam (1)      | Tapijt (i)    | Raúl Ramírez           | 7-5, 7-5                | details |
| 66.              | 18 juni 1978      | ATP Birmingham         | Gras          | Raúl Ramírez           | 6-3, 6-1, 6-2           | details |
| 67.              | 23 juli 1978      | ATP Washington (2)     | Gravel        | Eddie Dibbs            | 7-5, 7-5                | details |
| 68.              | 13 augustus 1978  | ATP Indianapolis (3)   | Gravel        | José Higueras          | 7-5, 6-1                | details |
| 69.              | 20 augustus 1978  | ATP Stowe (1)          | Hardcourt     | Tim Gullikson          | 6-2, 6-3                | details |
| 70.              | 10 september 1978 | US Open (3)            | Gravel        | Björn Borg             | 6-4, 6-2, 6-2           | details |
| 71.              | 22 oktober 1978   | ATP Sydney (2)         | Hardcourt (i) | Geoff Masters          | 6-0, 6-0, 6-4           | details |
| 72.              | 21 januari 1979   | ATP Birmingham (5)     | Tapijt (i)    | Eddie Dibbs            | 6-2, 3-6, 7-5           | details |
| 73.              | 28 januari 1979   | ATP Philadelphia (3)   | Tapijt (i)    | Arthur Ashe            | 6-3, 6-4, 6-1           | details |
| 74.              | 25 februari 1979  | ATP Dorado Beach       | Hardcourt     | Vitas Gerulautis       | 6-5, 6-0, 6-4           | details |
| 75.              | 4 maart 1979      | ATP Memphis (2)        | Tapijt (i)    | Arthur Ashe            | 6-4, 5-7, 6-3           | details |
| 76.              | 15 april 1979     | ATP Tulsa              | Hardcourt     | Eddie Dibbs            | 6-7, 7-5, 6-1           | details |
| 77.              | 12 augustus 1979  | ATP Indianapolis (4)   | Gravel        | Guillermo Vilas        | 6-1, 2-6, 6-4           | details |
| 78.              | 19 augustus 1979  | ATP Stowe (2)          | Hardcourt     | Mike Cahill            | 6-0, 6-1                | details |
| 79.              | 11 november 1979  | ATP Hongkong           | Hardcourt     | Pat DuPré              | 7-5, 6-3, 6-1           | details |
| 80.              | 14 januari 1980   | ATP Birmingham (6)     | Tapijt (i)    | Eliot Teltscher        | 6-3, 6-2                | details |
| 81.              | 21 januari 1980   | ATP Philadelphia (4)   | Tapijt (i)    | John McEnroe           | 6-3, 2-6, 6-3, 3-6, 6-4 | details |
| 82.              | 28 april 1980     | WCT Finals (2)         | Tapijt (i)    | John McEnroe           | 2-6, 7-6, 6-1, 6-2      | details |
| 83.              | 28 juli 1980      | ATP North Conway (3)   | Gravel        | Eddie Dibbs            | 6-3, 5-7, 6-1           | details |
| 84.              | 28 juli 1980      | ATP Canton             | Tapijt        | Eliot Teltscher        | 6-2, 6-4                | details |
| 85.              | 27 oktober 1980   | ATP Tokio (1)          | Tapijt (i)    | Tom Gullikson          | 6-1, 6-2                | details |
| 86.              | 16 februari 1981  | ATP La Quinta (1)      | Hardcourt     | Ivan Lendl             | 6-3, 7-6                | details |
| 87.              | 9 maart 1981      | ATP Brussel            | Tapijt (i)    | Brian Gottfried        | 6-2, 6-4, 6-3           | details |
| 88.              | 16 maart 1981     | ATP Rotterdam (2)      | Tapijt (i)    | Gene Mayer             | 6-1, 2-6, 6-2           | details |
| 89.              | 9 november 1981   | ATP Wembley (2)        | Tapijt (i)    | John McEnroe           | 3-6, 2-6, 6-3, 6-4, 6-2 | details |
| 90.              | 22 februari 1982  | ATP Monterrey          | Tapijt (i)    | Johan Kriek            | 6-2, 3-6, 6-3           | details |
| 91.              | 12 april 1982     | ATP Los Angeles (3)    | Hardcourt     | Mel Purcell            | 6-2, 6-1                | details |
| 92.              | 25 april 1982     | ATP Las Vegas (3)      | Hardcourt     | Gene Mayer             | 5-2, opgave             | details |
| 93.              | 7 juni 1982       | ATP Londen (2)         | Gras          | John McEnroe           | 7-5, 6-3                | details |
| 94.              | 21 juni 1982      | Wimbledon (2)          | Gras          | John McEnroe           | 3-6, 6-3, 6-7, 7-6, 6-4 | details |
| 95.              | 2 augustus 1982   | ATP Columbus (3)       | Hardcourt     | Brian Gottfried        | 7-5, 6-0                | details |
| 96.              | 30 augustus 1982  | US Open (4)            | Hardcourt     | Ivan Lendl             | 6-3, 6-2, 4-6, 6-4      | details |
| 97.              | 14 februari 1983  | ATP Memphis (3)        | Tapijt (i)    | Gene Mayer             | 7-5, 6-0                | details |
| 98.              | 25 april 1983     | ATP Las Vegas (4)      | Hardcourt     | Mark Edmondson         | 7-6, 6-1                | details |
| 99.              | 12 juni 1983      | ATP Londen (3)         | Gras          | John McEnroe           | 6-3, 6-3                | details |
| 100.             | 29 augustus 1983  | US Open (5)            | Hardcourt     | Ivan Lendl             | 6-3, 6-7, 7-5, 6-0      | details |
| 101.             | 6 februari 1984   | ATP Memphis (4)        | Tapijt (i)    | Henri Leconte          | 6-3, 4-6, 7-5           | details |
| 102.             | 13 februari 1984  | ATP La Quinta (2)      | Hardcourt     | Yannick Noah           | 6-2, 6-7, 6-3           | details |
| 103.             | 26 maart 1984     | ATP Boca Raton (2)     | Hardcourt     | Johan Kriek            | 7-5, 6-4                | details |
| 104.             | 16 september 1984 | ATP Los Angeles (4)    | Hardcourt     | Eliot Teltschner       | 6-4, 4-6, 6-4           | details |
| 105.             | 21 oktober 1984   | ATP Tokio (2)          | Tapijt (i)    | Ivan Lendl             | 6-4, 3-6, 6-0           | details |
| 106.             | 24 juli 1988      | ATP Washington (3)     | Hardcourt     | Andrés Gómez           | 6-1, 6-4                | details |
| 107.             | 16 oktober 1988   | ATP Toulouse (1)       | Hardcourt (i) | Andrej Tsjesnokov      | 6-2, 6-0                | details |
| 108.             | 15 oktober 1989   | ATP Toulouse (2)       | Hardcourt (i) | John McEnroe           | 6-3, 6-3                | details |
| 109.             | 22 oktober 1989   | ATP Tel Aviv           | Hardcourt     | Gilad Bloom            | 2-6, 6-2, 6-1           | details |
| verloren finales |                   |                        |               |                        |                         |         |
| 1.               | 1 augustus 1971   | ATP Columbus           | Hardcourt     | Tom Gorman             | 7-6, 6-7, 6-4, 6-7, 3-6 | details |
| 2.               | 26 september 1971 | ATP Los Angeles        | Hardcourt     | Pancho Gonzales        | 6-3, 3-6, 3-6           | details |
| 3.               | 9 januari 1972    | ATP Baltimore          | Tapijt (i)    | Ilie Năstase           | 6-1, 4-6, 6-7           | details |
| 4.               | 12 maart 1972     | ATP Washington         | Tapijt (i)    | Stan Smith             | 6-4, 1-6, 3-6, 6-4, 1-6 | details |
| 5.               | 13 augustus 1972  | ATP Indianapolis       | Gravel        | Bob Hewitt             | 6-7, 1-6, 2-6           | details |
| 6.               | 28 januari 1973   | ATP Omaha              | Tapijt (i)    | Ilie Năstase           | 0-5, opgave             | details |
| 7.               | 25 maart 1973     | ATP Washington         | Tapijt (i)    | Ilie Năstase           | 6-4, 4-6, 2-6, 7-5, 2-6 | details |
| 8.               | 29 juli 1973      | ATP Bretton Woods      | Gravel        | Vijay Amritray         | 5-7, 6-2, 5-7           | details |
| 9.               | 27 januari 1974   | ATP Omaha              | Tapijt (i)    | Karl Meiler            | 3-6, 6-1, 1-6           | details |
| 10.              | 25 augustus 1974  | ATP South Orange       | Gras          | Alex Metreveli         | walk-over               | details |
| 11.              | 1 januari 1975    | Australian Open        | Gras          | John Newcombe          | 5-7, 6-3, 4-6, 6-7      | details |
| 12.              | 23 maart 1975     | ATP New York           | Hardcourt (i) | Vitas Gerulaitis       | walk-over               | details |
| 13.              | 5 juli 1975       | Wimbledon              | Gras          | Arthur Ashe            | 1-6, 1-6, 7-5, 4-6      | details |
| 14.              | 7 september 1975  | US Open                | Gravel        | Manuel Orantes         | 4-6, 3-6, 3-6           | details |
| 15.              | 9 november 1975   | ATP Stockholm          | Hardcourt (i) | Adriano Panatta        | 6-4, 3-6, 5-7           | details |
| 16.              | 15 november 1975  | ATP Londen Indoor      | Tapijt (i)    | Eddie Dibbs            | 6-1, 1-6, 5-7           | details |
| 17.              | 22 februari 1976  | ATP Salisbury          | Tapijt (i)    | Ilie Năstase           | 2-6, 3-6, 6-7           | details |
| 18.              | 20 maart 1976     | ATP Carlsbad           | Hardcourt     | Ilie Năstase           | 6-4, 0-6, 1-6           | details |
| 19.              | 19 juni 1976      | ATP Nottingham         | Gras          | Ilie Năstase           |                         | details |
| 20.              | 23 januari 1977   | Pepsi Grand Slam       | Gravel        | Björn Borg             | 4-6, 7-5, 3-6           | details |
| 21.              | 30 januari 1977   | ATP Philadelphia       | Tapijt (i)    | Dick Stockton          | 6-3, 4-6, 6-3, 1-6, 2-6 | details |
| 22.              | 20 februari 1977  | ATP Toronto            | Tapijt (i)    | Dick Stockton          | 6-5, opgave             | details |
| 23.              | 10 april 1977     | WCT Challenge Cup      | Tapijt (i)    | Ilie Năstase           | 6-3, 6-7, 4-6, 5-7      | details |
| 24.              | 2 juli 1977       | Wimbledon              | Gras          | Björn Borg             | 6-3, 2-6, 1-6, 7-5, 4-6 | details |
| 25.              | 14 augustus 1977  | ATP Indianapolis       | Gravel        | Manuel Orantes         | 1-6, 3-6                | details |
| 26.              | 11 september 1977 | US Open                | Gravel        | Guillermo Vilas        | 6-2, 3-6, 6-7, 0-6      | details |
| 27,              | 22 januari 1978   | Pepsi Grand Slam       | Gravel        | Björn Borg             | 6-7, 3-6, 1-6           | details |
| 28.              | 8 juli 1978       | Wimbledon              | Gras          | Björn Borg             | 2-6, 2-6, 3-6           | details |
| 29.              | 11 februari 1979  | Pepsi Grand Slam       | Gravel        | Björn Borg             | 2-6, 3-6                | details |
| 30.              | 29 april 1979     | ATP Las Vegas          | Hardcourt     | Björn Borg             | 3-6, 2-6                | details |
| 31.              | 4 november 1979   | ATP Tokio              | Tapijt (i)    | Björn Borg             | 2-6, 2-6                | details |
| 32.              | 9 december 1979   | WCT Challenge Cup      | Tapijt (i)    | Björn Borg             | 4-6, 6-2, 6-2, 4-6      | details |
| 33.              | 2 maart 1980      | ATP Memphis            | Tapijt (i)    | John McEnroe           | 6-7, 6-7                | details |
| 34.              | 10 maart 1980     | ATP San José           | Hardcourt     | José Luis Clerc        | 6-4, 6-2, opgave        | details |
| 35.              | 13 april 1981     | ATP Monte Carlo        | Gravel        | Guillermo Vilas        |                         | details |
| 36.              | 11 mei 1981       | ATP Hamburg            | Gravel        | Peter McNamara         | 6-7, 1-6, 6-4, 4-6      | details |
| 37.              | 25 januari 1982   | ATP Philadelphia       | Tapijt (i)    | John McEnroe           | 3-6, 3-6, 1-6           | details |
| 38.              | 21 maart 1982     | ATP Rotterdam          | Tapijt (i)    | Guillermo Vilas        | 6-0, 2-6, 4-6           | details |
| 39.              | 22 maart 1982     | ATP Milaan             | Tapijt (i)    | Guillermo Vilas        | 3-6, 3-6                | details |
| 40.              | 20 september 1982 | ATP San Francisco      | Tapijt (i)    | John McEnroe           | 1-6, 3-6                | details |
| 41.              | 7 november 1983   | ATP Wembley            | Tapijt (i)    | John McEnroe           | 5-7, 1-6, 4-6           | details |
| 42.              | 12 maart 1984     | ATP Rotterdam          | Tapijt (i)    | Ivan Lendl             | 0-6, 0-1                | details |
| 43.              | 23 april 1984     | WCT Finals             | Tapijt (i)    | John McEnroe           | 1-6, 2-6, 3-6           | details |
| 44.              | 25 juni 1984      | Wimbledon              | Gras          | John McEnroe           | 1-6, 1-6, 2-6           | details |
| 45.              | 31 maart 1985     | ATP Fort Myers         | Hardcourt     | Ivan Lendl             | 3-6, 2-6                | details |
| 46.              | 7 april 1985      | ATP Chicago            | Tapijt (i)    | John McEnroe           | walk-over               | details |
| 47.              | 23 maart 1986     | ATP Fort Myers         | Hardcourt     | Ivan Lendl             | 2-6, 0-6                | details |
| 48.              | 15 juni 1986      | ATP Londen             | Gras          | Tim Mayotte            | 4-6, 1-2, opgave        | details |
| 49.              | 24 augustus 1986  | ATP Cincinnati         | Hardcourt     | Mats Wilander          | 4-6, 1-6                | details |
| 50.              | 28 september 1986 | ATP San Francisco      | Tapijt (i)    | John McEnroe           | 6-7, 3-6                | details |
| 51.              | 15 februari 1987  | ATP Memphis            | Hardcourt (i) | Stefan Edberg          | 3-6, 1-2, opgave        | details |
| 52.              | 22 maart 1987     | ATP Orlando            | Hardcourt     | Christo van Rensburg   | 3-6, 6-3, 1-6           | details |
| 53.              | 14 juni 1987      | ATP Londen             | Gras          | Boris Becker           | 7-6, 3-6, 4-6           | details |
| 54.              | 21 februari 1988  | ATP Milaan             | Tapijt (i)    | Yannick Noah           | 4-4, opgave             | details |
| 55.              | 27 maart 1988     | ATP Key Biscayne       | Hardcourt     | Mats Wilander          | 4-6, 6-4, 4-6, 4-6      | details |

### Dubbelspel
| Nr.              | Datum             | Toernooi        | Ondergrond | Partner         | Tegenstanders in finale        | Score                   |         |
| ---------------- | ----------------- | --------------- | ---------- | --------------- | ------------------------------ | ----------------------- | ------- |
| gewonnen finales |                   |                 |            |                 |                                |                         |         |
| 1.               | 23 juli 1972      | ATP Columbus    | Hardcourt  | Pancho Gonzales | Robert McKinley Dick Stockton  | 6-3, 7-5                | details |
| 2.               | 24 september 1972 | ATP Los Angeles | Hardcourt  | Pancho Gonzales | Ismail El Shafei Brian Fairlie | 6-3, 7-5                | details |
| 3.               | 7 januari 1973    | ATP Baltimore   | Tapijt (i) | Clark Graebner  | Paul Gerken Sandy Mayer        | 3-6, 6-2, 6-3           | details |
| 4.               | 21 januari 1973   | ATP Roanoke     | Tapijt (i) | Juan Gisbert Jr | Ian Fletcher Butch Seewagen    | 6-0, 7-6                | details |
| 5.               | 7 juli 1973       | Wimbledon       | Gras       | Ilie Năstase    | John Cooper Neale Fraser       | 3-6, 6-3, 6-4, 8-9, 6-1 | details |
| verloren finales |                   |                 |            |                 |                                |                         |         |
| 1.               | 14 februari 1971  | ATP New York    | Tapijt (i) | Haroon Rahim    | Juan Gisbert Jr Manuel Orantes | 6-7, 2-6                | details |
| 2.               | 1 augustus 1971   | ATP Columbus    | Hardcourt  | Roscoe Tanner   | Jim McManus Jim Osborne        | 6-4, 5-7, 2-6           | details |
| 3.               | 28 januari 1973   | ATP Omaha       | Tapijt (i) | Juan Gisbert Jr | William Brown Mike Estep       | walk-over               | details |
| 4.               | 3 maart 1973      | ATP Hampton     | Tapijt (i) | Ion Țiriac      | Clark Graebner Ilie Năstase    | 2-6, 2-6                | details |
| 5.               | 3 juni 1973       | Roland Garros   | Gravel     | Ilie Năstase    | John Newcombe Tom Okker        | 1-6, 6-3, 3-6, 7-5, 4-6 | details |

## Resultaten grandslamtoernooien
| Legenda | Legenda                          |
| ------- | -------------------------------- |
| g.t.    | geen toernooi gehouden           |
| l.c.    | lagere categorie                 |
| –       | niet deelgenomen                 |
| G       | uitgeschakeld in de groepsfase   |
| 1R      | uitgeschakeld in de eerste ronde |
| 2R      | uitgeschakeld in de tweede ronde |
| 3R      | uitgeschakeld in de derde ronde  |
| 4R      | uitgeschakeld in de vierde ronde |
| KF      | uitgeschakeld in de kwartfinale  |
| HF      | uitgeschakeld in de halve finale |
| F       | de finale verloren               |
| W       | het toernooi gewonnen            |
| w-v     | winst/verlies-balans             |

### Enkelspel
| Toernooi            | 1970 | 1971  | 1972  | 1973  | 1974 | 1975 | 1976 | 1977  | 1978 | 1979  | 1980  | 1981  | 1982  | 1983  | 1984  | 1985  | 1986  | 1987  | 1988  | 1989  | 1991   | 1992   | Carrière SR | w-v    |
| ------------------- | ---- | ----- | ----- | ----- | ---- | ---- | ---- | ----- | ---- | ----- | ----- | ----- | ----- | ----- | ----- | ----- | ----- | ----- | ----- | ----- | ------ | ------ | ----------- | ------ |
| Grandslamtoernooien |      |       |       |       |      |      |      |       |      |       |       |       |       |       |       |       |       |       |       |       |        |        |             |        |
| Australian Open     | –    | –     | –     | –     | W    | F    | –    | – & – | –    | –     | –     | –     | –     | –     | –     | –     | –     | –     | –     | –     | –      | –      | 1 / 2       | 10-1   |
| Roland Garros       | –    | –     | 3R    | 1R    | –    | –    | –    | –     | –    | HF    | HF    | KF    | KF    | KF    | HF    | HF    | –     | KF    | –     | 2R    | 3R     | 1R     | 0 / 13      | 40-13  |
| Wimbledon           | –    | 1R    | KF    | KF    | W    | F    | KF   | F     | F    | HF    | HF    | HF    | W     | 4R    | F     | HF    | 1R    | HF    | 4R    | 2R    | 3R     | 1R     | 2 / 21      | 84-18  |
| US Open             | 1R   | 2R    | 1R    | KF    | W    | F    | W    | F     | W    | HF    | HF    | HF    | W     | W     | HF    | HF    | 3R    | HF    | KF    | KF    | HF     | 2R     | 5 / 22      | 98-17  |
| Tennis Masters Cup  |      |       |       |       |      |      |      |       |      |       |       |       |       |       |       |       |       |       |       |       |        |        |             |        |
| Masters Cup         | –    | –     | HF    | HF    | –    | –    | –    | W     | G    | HF    | HF    | G     | HF    | HF    | HF    | –     | –     | G     | –     | –     | –      | –      | 1 / 11      | 18-17  |
| w-v                 | 5–4  | 20–11 | 71–24 | 81–14 | 93–4 | 79–8 | 91–7 | 67–11 | 66–6 | 73–12 | 73–15 | 61–12 | 78–10 | 52–11 | 74–14 | 48–14 | 45–15 | 52–19 | 40–10 | 31–13 | 19–14  | 17–15  | n.v.t.      | n.v.t. |
| Eindejaarsrang      | –    | 3     | 1     | 1     | 1    | 1    | 1    | 2     | 3    | 3     | 2     | 3     | 2     | 4     | 8     | 4     | 7     | 14    | 48    | 84    | n.v.t. | n.v.t. |             |        |

### Mannendubbelspel
| Toernooi        | 1970 | 1971 | 1972 | 1973 | 1974 | 1975 | 1976 | 1977  | 1978 | 1979 | 1980 | 1981 | 1982 | 1983 | 1984 | 1985 | 1986 | 1987 | 1988 | 1989 |
| --------------- | ---- | ---- | ---- | ---- | ---- | ---- | ---- | ----- | ---- | ---- | ---- | ---- | ---- | ---- | ---- | ---- | ---- | ---- | ---- | ---- |
| Australian Open | –    | –    | –    | –    | 3R   | 2R   | –    | – & – | –    | –    | –    | –    | –    | –    | –    | –    | –    | –    | –    | –    |
| Roland Garros   | –    | –    | HF   | F    | –    | –    | –    | –     | –    | –    | –    | –    | –    | –    | –    | –    | –    | –    | –    | 1R   |
| Wimbledon       | –    | 1R   | 1R   | W    | HF   | 2R   | 2R   | –     | –    | –    | –    | –    | –    | –    | –    | –    | –    | –    | –    | –    |
| US Open         | KF   | 3R   | 3R   | –    | 1R   | W    | –    | –     | –    | –    | –    | –    | –    | –    | –    | –    | –    | –    | –    | –    |